# Lesenice
Lesenice jsou obec v okrese Veľký Krtíš v Banskobystrickém kraji na Slovensku. Leží v Ipeľské kotlině přibližně 25 km jihozápadně od okresního města. Žije zde 487 obyvatel.
První písemná zmínka o obci pochází z roku 1244. V obci se nachází pozdněbarokní římskokatolický kostel Narození Panny Marie z 18. století a evangelický kostel z roku 1984.